# Lalutantikot
Lalutantikot (nep. लालु) – gaun wikas samiti w zachodniej części Nepalu w strefie Karnali w dystrykcie Kalikot. Według nepalskiego spisu powszechnego z 2011 roku liczył on 984 gospodarstwa domowe i 5938 mieszkańców (2979 kobiet i 2959 mężczyzn).